# Hanover (Maine)
Hanover ist eine Town im Oxford County des Bundesstaates Maine in den Vereinigten Staaten. Im Jahr 2020 lebten dort 286 Einwohner in 260 Haushalten auf einer Fläche von 19,58 km².

## Geographie
Nach dem United States Census Bureau hat Hanover eine Gesamtfläche von 19,58 km², von der 18,23 km² Land sind und 1,35 km² aus Gewässern bestehen.

### Geographische Lage
Hanover liegt zentral im Oxford County. Mehrere Seen befinden sich auf dem Gebiet der Town. Durch den Süden des Gebietes fließt der Androscoggin River. Im Norden befindet sich der einzige See, der Howard Pond. Die Oberfläche des Gebietes ist hügelig, die höchste Erhebung ist der 538 m hohe Mount Dimrock im Norden von Hanover.

### Nachbargemeinden
Alle Entfernungen sind als Luftlinien zwischen den offiziellen Koordinaten der Orte aus der Volkszählung 2010 angegeben.
- Norden: Newry, 10,1 km
- Osten: Rumford, 11,3 km
- Süden: Bethel, 5,6 km

### Stadtgliederung
In Hanover gibt es mit dem Village Hanover nur ein Siedlungsgebiet.

### Klima
Die mittlere Durchschnittstemperatur in Hanover liegt zwischen −9,4 °C (15 °F) im Januar und 20,0 °C (68 °F) im Juli. Damit ist der Ort gegenüber dem langjährigen Mittel Maines um etwa 2 Grad kühler. Die Schneefälle zwischen Oktober und Mai liegen mit deutlich mehr als zwei Metern (bei einem Spitzenwert im Januar von knapp 50 cm) ungefähr doppelt so hoch wie die mittlere Schneehöhe in den USA. Die tägliche Sonnenscheindauer liegt am unteren Rand des Wertespektrums der USA.

## Geschichte
Eine erste Besiedlung in dem Gebiet fand ab 1774 statt. Als erster Siedler wird Nathaniel Segar genannt. Er diente während der Amerikanischen Revolution und kehrte 1780 zurück. Im Jahr 1781 wurde er durch Indianer auf einem ihrer letzten Kriegszüge gefangen genommen und für sechs Monate von den Briten in Kanada festgehalten. Danach kehrte er nach Hanover zurück. Weitere Siedler folgten. Um 1792 kaufte Phineas Howard aus Temple New Hampshire alles bis dahin nicht besiedelte Land vom Bundesstaat Massachusetts und es wurde nach ihm zunächst Howard´s Gore genannt. Am 14. Februar 1843 wurde das Gebiet als eigenständige Town unter dem Namen Hanover organisiert. Ein Teil des Gebietes gehörte zuvor zur Town Bethel, an die Hanover im Jahr 1849 Land abgab.

### Einwohnerentwicklung
| Volkszählungsergebnisse – Town of Hanover, Maine | Volkszählungsergebnisse – Town of Hanover, Maine | Volkszählungsergebnisse – Town of Hanover, Maine | Volkszählungsergebnisse – Town of Hanover, Maine | Volkszählungsergebnisse – Town of Hanover, Maine | Volkszählungsergebnisse – Town of Hanover, Maine | Volkszählungsergebnisse – Town of Hanover, Maine | Volkszählungsergebnisse – Town of Hanover, Maine | Volkszählungsergebnisse – Town of Hanover, Maine | Volkszählungsergebnisse – Town of Hanover, Maine | Volkszählungsergebnisse – Town of Hanover, Maine |
| Jahr                                             | 1800                                             | 1810                                             | 1820                                             | 1830                                             | 1840                                             | 1850                                             | 1860                                             | 1870                                             | 1880                                             | 1890                                             |
| ------------------------------------------------ | ------------------------------------------------ | ------------------------------------------------ | ------------------------------------------------ | ------------------------------------------------ | ------------------------------------------------ | ------------------------------------------------ | ------------------------------------------------ | ------------------------------------------------ | ------------------------------------------------ | ------------------------------------------------ |
| Einwohner                                        |                                                  |                                                  |                                                  |                                                  |                                                  | 266                                              | 257                                              | 188                                              | 203                                              | 212                                              |
| Jahr                                             | 1900                                             | 1910                                             | 1920                                             | 1930                                             | 1940                                             | 1950                                             | 1960                                             | 1970                                             | 1980                                             | 1990                                             |
| Einwohner                                        | 214                                              | 196                                              | 165                                              | 170                                              | 178                                              | 211                                              | 240                                              | 275                                              | 256                                              | 272                                              |
| Jahr                                             | 2000                                             | 2010                                             | 2020                                             | 2030                                             | 2040                                             | 2050                                             | 2060                                             | 2070                                             | 2080                                             | 2090                                             |
| Einwohner                                        | 251                                              | 238                                              | 286                                              |                                                  |                                                  |                                                  |                                                  |                                                  |                                                  |                                                  |

## Wirtschaft und Infrastruktur

### Verkehr
Der U.S. Highway 2 verläuft in westöstlicher Richtung durch die Town. Er folgt dem Verlauf des Androscoggin River und verbindet Hanover mit Bethel im Westen und Rumford im Osten.

### Öffentliche Einrichtungen
In Hanover gibt es kein eigenes Krankenhaus oder medizinische Einrichtung. Die nächstgelegenen Einrichtungen befinden sich in West Paris, Disfield und Rumford.
Es gibt in Hanover keine eigene Bücherei. Die nächstgelegenen befinden sich in Bethel, oder Rumford.

### Bildung
Hanover gehört zusammen mit Andover, Bethel, Gilead, Greenwood, Newry und Woodstock zum Maine School Administrative District 44. Es gibt zwei Grundschulen, die Crescent Park Elementary School und die Woodstock Elementary School, zudem die Telstar Middle School und die Telstar High School.

## Persönlichkeiten

### Persönlichkeiten, die vor Ort gewirkt haben
- Norman K. Ferguson (1901–1987), Politiker